# Tore Lundborg (konstnär)
Anders Tore Lundborg, född 4 maj 1910 i Kumla i Örebro län, död 27 januari 1972 i Åsbro i Lerbäcks församling i samma län, var en svensk målare. 
Han var son till skofabriksarbetaren Augustus Julius Lundborg och Anna Elisabet Svensson samt från 1943 gift med Astrid Margareta Widlund. Lundborg studerade vid Otte Skölds målarskola i Stockholm 1949 och under studieresor till Frankrike. Separat ställde han ut på ett flertal platser i Mellansverige och han medverkade i samlingsutställningarna Länets konst på Örebro läns museum. Hans konst består av stilleben, porträtt, interiörer från gamla stugor, landskap med skogsmotiv ofta i höst eller vinterdräkt utförda i olja eller pastell. Lundborg är representerad vid Örebro läns landsting samt vid Hammars och Lerbäcks landskommuner (bägge från 1971 i Askersunds kommun).